# Willard Van Orman Quine
Willard Van Orman Quine (25 iunie 1908 – 25 decembrie 2000), frecvent întâlnit sub forma W.V. Quine sau W.V.O. Quine (dar cunoscut de prietenii apropiați drept „Van”) a fost unul din cei mai influenți filozofi și logicieni americani ai secolului XX. Quine este  cel mai important continuator al ideilor lui Rudolf Carnap, precum și cel mai mare empirist american.

## Date biografice
S-a născut la Akron, Ohio unde și-a făcut și studiile gimnaziale. Avea o pasiune deosebită pentru desenatul hărților și chiar își rotunjea veniturile primite de la părinți desenând și vânzând hărți. Mai târziu, profesor fiind la Harvard, Quine scria despre atlase geografice în The New York Review of Books. Se înscrie la Colegiul Oberlin pe care îl absolvă în 1930. Doi ani mai târziu își ia doctoratul la Harvard cu Whitehead. Intră într-o perioadă fertilă din viața lui, în care se întâlnește cu marii oameni de știință și marii filosofi care trăiau și lucrau în Europa Centrală. Îl cunoaște pe Rudolf Carnap de care-l va lega o prietenie solidă toată viața. Dedicația de pe opera sa cea mai importantă, Cuvânt și Obiect, este adresată lui Carnap: „Lui Rudolf în calitate de prieten și profesor”.

## Operă
Quine și-a început cariera academică prin contribuții la dezvoltarea logicii matematice și a avut un rol foarte important în crearea comunității de logicieni din Statele Unite (i-a ajutat pe Carnap și Alfred Tarski să emigreze, a coordonat disertațiile unor logicieni importanți, a scris câteva manuale care stau încă la baza didacticii moderne a logicii, bazată pe studiul logicii predicatelor de ordinul întâi cu identitate, cu semantică de tip tarskian, și cu deducție naturală gentzeniană pentru teoria demonstrației). Quine apăra logica de ordinul întâi ca neparadoxală (consistentă și completă), un „exemplu de claritate, eleganță și eficiență”, și a pus-o la lucru în metafizică, în „On What There Is”: traducerea enunțurilor științifice în limbajul predicatelor de ordinul intâi, al variabilelor și cuantificatorilor este suficient pentru a determina angajamentele ontologice ale unei teorii, sau, mai faimos, „a fi înseamnă a fi valoarea unei variabile legate”.
Quine a devenit faimos în anii '50-'60 pentru critica distincției dintre enunțuri analitice și enunțuri sintetice („Two Dogmas of Empiricism”, 1951) și argumentul indeterminării traducerii radicale (Word and Object, 1960). Aceste argumente, împreună cu teza subdeterminării teoriilor științifice de către evidență, sunt folosite pentru a susține holismul semantic: semnificația expresiilor dintr-un limbaj (sau a conceptelor dintr-o teorie) este determinată nu individual, ci de întregul limbaj/ întreaga teorie (sau, cel puțin, de un fragment suficient de cuprinzător). Deși teza înrudită a holismului epistemologic (nici un enunț nu este confirmat de experiență în mod izolat, ci numai prin participarea sa la o teorie științifică) este larg acceptată de către filosofii contemporani, celelalte au fost sursa unor dezbateri extrem de animate, dar nu în totalitate satisfăcătoare (Dennett scrie chiar, în ultima lui carte, că dezbaterea dintre Quine și criticii săi nu a mai avansat din 1974, anul publicării unui simpozion despre Word and Object!)
Poate cea mai mare influență însă a avut-o Quine în promovarea naturalismului filosofic. Deși mulți filosofi americani de la începutul secolului trecut se declarau naturaliști, Quine a dat un suflu nou mișcării prin concentrarea pe o concepție metodologică (filosofia și științele — de la matematică și fizică până la istorie și economie — sunt continue în spectrul activităților omenești) nu metafizică (naturalismul era înțeles de John Dewey, Ernest Nagel și Roy W. Sellars ca opus al "supranaturalismului"). "Epistemologia naturalizată", de pildă, este un "capitol al psihologiei" prin faptul că investigația arhitecturii și dinamicii sistemelor de convingeri trebuie să facă uz de rezultatele investigațiilor empirice ale psihologilor și neurofiziologilor, și mai puțin de metodele tradiționale ale filosofiei (în speță, analiza conceptuală și raționamente a priori). Similar, metafizica naturalizată ar trebui să țină cont de teoriile științifice cele mai bune ale momentului mai mult decât de schemele conceptuale tradiționale (de pildă, modelul standard al particulelor elementare ar trebui să ghideze cercetările ontologice mai curând decât categoriile lui Aristotel). 
Deși versiunea quineană de naturalism este foarte radicală și are destul de puțini susținători astăzi, filosofi extrem de diverși ca Dennett, Jerry Fodor, Alvin Goldman, David Armstrong, Philip Kitcher sau David Chalmers se declară naturaliști, pentru că pretind propriilor concepții armonizarea (cel puțin) cu descoperirile științifice relevante.

## Scrieri importante
În paranteză sunt trecute edițiile revizuite.
- 1940 (1951) Mathematical Logic
- 1941 (1980) Elementary Logic
- 1952 (1982) Methods of Logic
- 1953 (1980) From a Logical Point of View
  - conține "On What There Is" (pp. 1–19)
  - și  "Two Dogmas of Empiricism" (pp. 20–47)(Două dogme ale empirismului)
- 1960 Word and Object
- 1966 (1976) The Ways of Paradox
- 1969 Ontological Relativity and Other Essays
  - conține "Epistemology Naturalized" (pp. 69–90)
- 1969 Set Theory and Its Logic
- 1970 The Web of Bellief (cu Joseph Ullian) (tradusă în limba română: ISBN 978-973-47-0010-3)
- 1970 (1986)The Philosophy of Logic
- 1974 The Roots of Reference
- 1981 Theories and Things
- 1986 The Time of My Life (Autobiografie)
- 1987 Quiddities: An Intermittently Philosophical Dictionary
- 1992 Pursuit of Truth
- 1995 From Stimulus to Science

## Traduceri în românește
În limba română Quine a fost tradus foarte puțin; timp de mai bine de 30 de ani, traducerea din "Două dogme ale empirismului" (în Epistemologie. Orientări contemporane, ed. Ilie Pârvu, București: Editura Politică, 1974) a fost singura traducere. În 2007 a apărut Țesătura opiniilor la Paralela 45 (traducere de Mircea Dumitru), iar Societatea Română de Filosofie Analitică[nefuncțională – arhivă]
 pregătește alte câteva traduceri.

## Legături externe
Format:Wikisource-author
- en  Willard Van Orman Quine—Philosopher and Mathematician
- en  Willard Van Orman Quine at the Stanford Encyclopedia of Philosophy
- en  Quine's Philosophy of Science at the Internet Encyclopedia of Philosophy
- en  Quine's New Foundations at the Stanford Encyclopedia of Philosophy
- Willard Van Orman Quine at the Mathematics Genealogy Project
- en  Obituary from The Guardian
- en  "On What There Is"
- en  "Two Dogmas of Empiricism"
- en  "On Simple Theories Of A Complex World"
- en  What is Quine's Ontology?

Format:Metafizică